# باد بحری
باد بحری یا باد ( شمال غربی) یکی از بادهای معروف در منطقهٔ استان هرمزگان در جنوب ایران است.
باد بحری (شمال غربی) بادیست که اغلب در فصل زمستان شروع به وزیدن کرده و نسیمی از طرف دریا به ساحل می‌آورد که گاهی نیز بارندگی‌های اندکی را به دنبال دارد؛ و مناسبترین فصل مسافرت به استان هرمزگان، فصل زمستان است.